# SC Admira Dornbirn
Der SC Admira Dornbirn ist ein österreichischer Fußballverein aus der Stadtgemeinde Dornbirn in Vorarlberg und wurde 1946 gegründet. Der Sportclub spielte in der Saison 1952/53 in der Arlbergliga, einer Liga der damaligen zweiten österreichischen Spielklasse. Die Kampfmannschaft spielt in der viertklassigen Eliteliga.

## Geschichte
Bevor der SC Admira Dornbirn gegründet wurde, 1946, gab es viele Dornbirner Fußballvereine oder Sportvereine, die eine Fußballsektion hatten: FC Dornbirn 1913, Fußballabteilung des Turnvereins Dornbirn, Sportclub Bündtlitten Dornbirn, Fußballabteilung des Turnerbundes Dornbirn und Deutscher Turn- und Sportverein Dornbirn
Der SC Admira Dornbirn wurde 1946 gegründet und die Spieler kamen von anderen oder früheren Vereinen. Die Admira spielte ab 1948/49 in verschiedenen Vorarlberger Ligen. In der Saison 1951/52 wurden sie Meister in Vorarlberg und qualifizierten sich für die Arlbergliga, hielten sich dort eine Saison und spielten, nicht durchgehend, bis 1980 in der Landesliga Vorarlberg. mit der Einführung der Regionalliga West stiegen sie in diese auf und belegten den 6. Platz. Mit der Bundesliga-Reform 1985 stieg der Verein in die Vorarlbergliga ab. 1987 wurden die Admiraner Meister in Vorarlberg, stiegen in die Regionalliga West auf und blieben dort bis 1989. Nach vielen Saisonen in der Vorarlbergliga erfolgte 2007 der Abstieg in die 1. Landesklasse. 2012 schafften die Admiraner den Aufstieg in die Landesliga und spielen seit 2013 in der Vorarlbergliga. Die Saison 2020/21 war geprägt durch die Covid-19-Pandemie, in der man trotz einer nur halb gespielten Saison als Erstplatzierter zum Aufstieg in die nächsthöhere Eliteliga berechtigt war. In der Premierensaison erreichte der SC Admira Dornbirn überraschend die überregionalen Play-offs und belegte hinter dem VfB Hohenems den zweiten Platz. In den Play-offs im darauffolgenden Frühjahr traf die Mannschaft auf die besten Amateurteams aus Tirol und Salzburg, schloss diese jedoch auf dem letzten Rang (Platz sechs) ab. Durch die Qualifikation für die Play-offs sicherte sich die Admira als eines von vier Teams automatisch einen Startplatz in der erstmals ausgetragenen Vorarlberger Amateurmeisterschaft. Im Halbfinale setzte sich die Mannschaft mit einem 3:1-Sieg gegen den SC Röthis durch und zog ins Finale ein. Dort unterlag die Admira jedoch deutlich mit 0:3 gegen den FC Rotenberg. Trotz der Finalniederlage gilt diese Saison als eine der erfolgreichsten in der jüngeren Vereinsgeschichte. Seitdem spielt der SC Admira Dornbirn in der Vorarlberger Eliteliga und zählt zu den etablierten Teams der höchsten Amateurspielklasse des Bundeslandes.
Am 16. Dezember 2024 brach in der 2009 neu errichteten Sportanlage Rohrbach ein schwerwiegendes Feuer aus. Durch den daraus resultierenden Brand wurde die Heimstätte des Vereins, das neben dem Clubheim auch Kabinen, Sanitärräume, Duschen und Lagerflächen sowie die Tribüne umfasste, völlig zerstört. Der Verein startete daraufhin eine Spendenaktion, die auf große Resonanz stieß: Innerhalb von 24 Stunden konnten bereits über 20.000 Euro gesammelt werden. Die Spenden sollen für den Wiederaufbau der zerstörten Infrastruktur und die Fortführung des Spielbetriebs verwendet werden.

## Titel und Erfolge
- 2 × Meister der Vorarlbergliga: 1952, 1987
- 1 × Zweitligateilnahme (Arlbergliga): 1952/53
- 1 × Achtelfinale im Österreichischen Fußballpokal: 1981/82
- 2 × Vorarlberger Landescupsieger: 1948, 1979
- 1 × Finale Vorarlberger Amateurmeisterschaft: 2021/22